# Cendrieux
Cendrieux est une ancienne commune française située dans le département de la Dordogne, en région Nouvelle-Aquitaine.
Au 1er janvier 2017, elle fusionne avec Sainte-Alvère-Saint-Laurent Les Bâtons pour former la commune nouvelle de Val de Louyre et Caudeau.

## Géographie

### Généralités

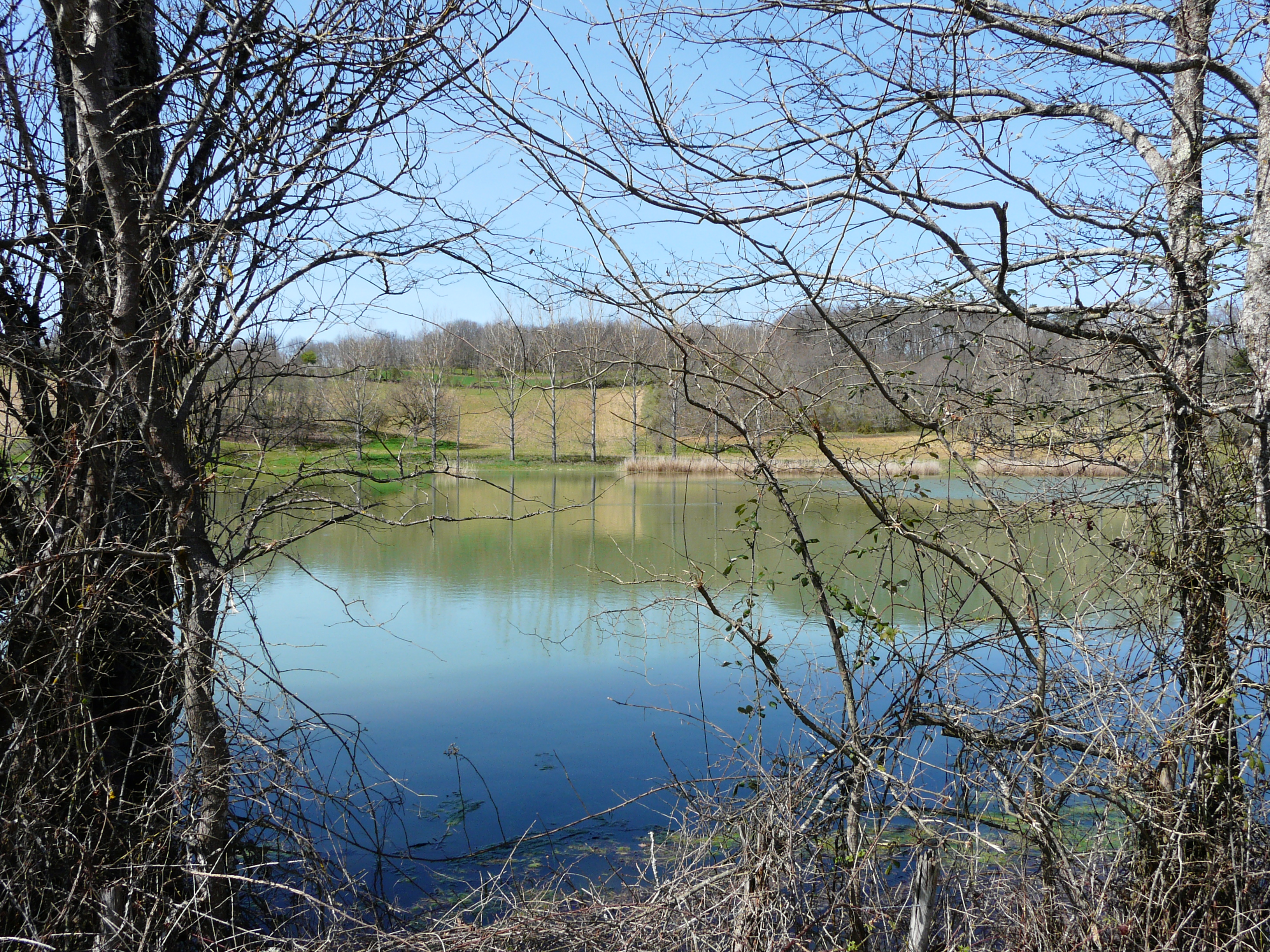
L'étang du Moulin de Durestal sur la Louyre, à Cendrieux.

La commune déléguée de Cendrieux, traversée par le 45e parallèle nord, est de ce fait située à égale distance du pôle Nord et de l'équateur terrestre (environ 5 000 km).
Dans le département de la Dordogne, elle forme la partie nord-est de la commune nouvelle de Val de Louyre et Caudeau. Elle est arrosée par un sous-affluent de la Dordogne, la Louyre, qui y prend sa source.

### Communes limitrophes

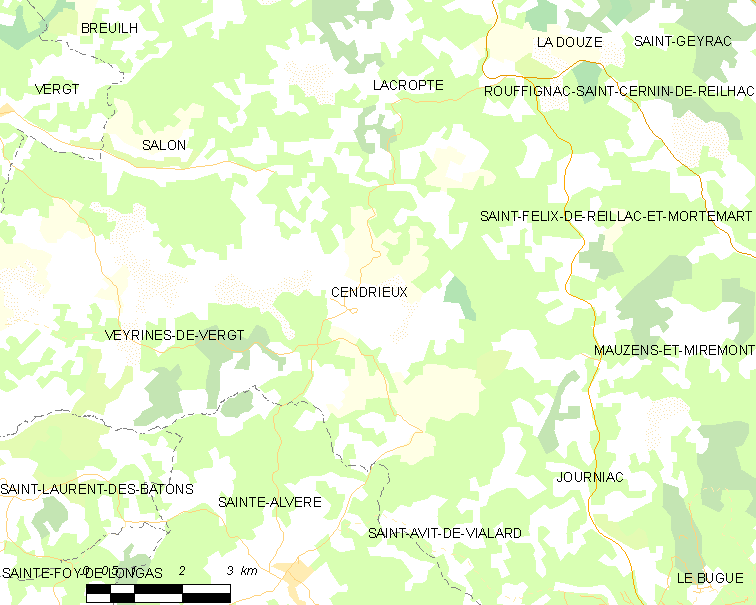
Carte de Cendrieux et des communes avoisinantes en 2016.

En 2016, année précédant la création de la commune nouvelle de Val de Louyre et Caudeau, Cendrieux était limitrophe de sept autres communes.
| Salon             | Lacropte  | Saint-Félix-de-Reillac-et-Mortemart |
| Veyrines-de-Vergt | Cendrieux |                                     |
| Sainte-Alvère     |           | Journiac, Saint-Avit-de-Vialard     |

## Urbanisme

### Villages, hameaux et lieux-dits
Outre le bourg de Cendrieux proprement dit, le territoire se compose d'autres villages ou hameaux, ainsi que de lieux-dits :
- Abjat
- les Acacias
- la Banne
- la Barbanchie
- Bois Voisin
- le Borderage
- la Borderie
- la Borie
- la Borie Chaumont
- la Bouchardie
- Bouniague
- le Bousquet
- la Briasse
- les Brousses
- les Brugeaus
- les Cardignols
- le Castang
- le Cazal
- Champrouby
- les Charpeaux
- les Clauds
- le Cluzel
- le Colombier
- la Coste
- les Courrèges
- Crespiat
- le Cros Delpech
- le Crouzet
- Durestal
- Étang de Meynot
- la Ferracie
- Fondarrière
- Fondenaud
- les Fontanelles
- la Française
- les Galèges
- la Garrigue
- les Jauberties
- les Joncasses
- Lamote
- les Landes Basses
- les Landes Hautes
- Larguerie
- Lendinie
- Lescardie
- Lespinasse
- la Limagne
- Maison Neuve
- Margnol
- les Marots
- le Meynot
- le Mongeat
- Monplaisir
- Montferrier
- la Mothe
- le Moulin Blanc
- le Moulin de Durestal
- la Mouthe
- Nègredeau
- les Ouillers
- les Paluds
- le Pecq
- la Peyronie
- les Philippoux
- Le Pigeonnier
- les Placials
- la Plantade
- la Pommerie
- les Porcheries
- la Poujade
- le Pout
- Puychambaud
- le Ray
- la Rigonnie
- Rivesol
- les Rivières
- la Rouquette
- la Sicardie
- la Siguenie
- Sireybidou
- les Taboissies
- Testagot
- le Treuilh
- le Trouiller
- la Tuilière
- la Tuilière[Note 1]
- la Valade
- la Vialédésie
- les Vigeries
- les Vignes
- les Viradis.

## Toponymie
En occitan, la commune porte le nom de Sendrius.

## Histoire
Lors de la Seconde Guerre mondiale, un important camp de maquisards — fort de 800 hommes en juin 1944 — s'est installé au lieu-dit Durestal, dans une zone forestière peu accessible, au sud-est du château de la Pommerie.
Au 1er janvier 2017, Cendrieux fusionne avec Sainte-Alvère-Saint-Laurent Les Bâtons pour former la commune nouvelle de Val de Louyre et Caudeau dont la création a été entérinée par l'arrêté du 26 septembre 2016, entraînant la transformation des trois anciennes communes (comprenant également Saint-Laurent-des-Bâtons) en « communes déléguées ».

## Politique et administration

### Rattachements administratifs et électoraux
Dès 1790, la commune de Cendrieux a été rattachée au canton de Vergt qui dépendait du district de Perigueux jusqu'en 1795, date de suppression des districts. En 1801, le canton, qui prend un temps le nom de canton de Saint-Jean-de-Vergt, est rattaché à l'arrondissement de Périgueux.
Dans le cadre de la réforme de 2014 définie par le décret du 21 février 2014, ce canton disparaît aux élections départementales de mars 2015. La commune est alors rattachée électoralement au canton du Périgord central.
En 2017, Cendrieux, en tant que commune déléguée de Val de Louyre et Caudeau, est rattachée à l'arrondissement de Périgueux,.

### Intercommunalité
Fin 2001, Cendrieux intègre dès sa création la communauté de communes du Pays vernois. Celle-ci est dissoute le 31 décembre 2013 et remplacée au 1er janvier 2014 par la communauté de communes du Pays vernois et du terroir de la truffe. Elle est elle-même dissoute le 31 décembre 2016 et ses communes — y compris les communes déléguées — sont intégrées à la communauté d'agglomération Le Grand Périgueux le 1er janvier 2017.

### Administration municipale
La population de la commune étant comprise entre 500 et 1 499 habitants au recensement de 2011, quinze conseillers municipaux ont été élus en 2014,. Ceux-ci sont membres d'office du  conseil municipal de la commune nouvelle de Val de Louyre et Caudeau, jusqu'au renouvellement des conseils municipaux français de 2020.

### Liste des maires puis des maires délégués
| Période                                  | Période       | Identité                 | Étiquette | Qualité     |
| ---------------------------------------- | ------------- | ------------------------ | --------- | ----------- |
| Les données manquantes sont à compléter. |               |                          |           |             |
|                                          |               |                          |           |             |
| 1873                                     | 1897          | Paul de Brou de Laurière |           |             |
| 1953                                     | 1965          | André Saint-Amand        | PCF       | Agriculteur |
| 1965                                     | juin 1995     | Raymond Taulou           |           |             |
| juin 1995                                | décembre 2016 | Gilles Le Roux           | SE        | Agriculteur |

| Période                          | Période  | Identité       | Étiquette | Qualité                               |
| -------------------------------- | -------- | -------------- | --------- | ------------------------------------- |
| janvier 2017 (réélu en mai 2020) | En cours | Gilles Le Roux |           | Ancien maire de Cendrieux (1995-2016) |

### Jumelages
Les communes du Pays vernois, dont fait partie Cendrieux, sont jumelées avec la ville canadienne de Saint-Jacques de Montcalm depuis 1996.

## Population et société

### Démographie
En 2016, dernière année en tant que commune indépendante, Cendrieux comptait 584 habitants. À partir du XXIe siècle, les recensements des communes de moins de 10 000 habitants ont lieu tous les cinq ans (2005, 2010, 2015 pour Cendrieux). Depuis 2006, les autres dates correspondent à des estimations légales.
Au 1er janvier 2022, la commune déléguée de Cendrieux compte 595 habitants.
| 1793 | 1800 | 1806 | 1821  | 1831  | 1836  | 1841  | 1846  | 1851  |
| ---- | ---- | ---- | ----- | ----- | ----- | ----- | ----- | ----- |
| 962  | 865  | 881  | 1 005 | 1 058 | 1 038 | 1 055 | 1 114 | 1 167 |

| 1856  | 1861  | 1866  | 1872  | 1876  | 1881  | 1886 | 1891 | 1896 |
| ----- | ----- | ----- | ----- | ----- | ----- | ---- | ---- | ---- |
| 1 125 | 1 034 | 1 040 | 1 062 | 1 009 | 1 006 | 965  | 945  | 902  |

| 1901 | 1906 | 1911 | 1921 | 1926 | 1931 | 1936 | 1946 | 1954 |
| ---- | ---- | ---- | ---- | ---- | ---- | ---- | ---- | ---- |
| 867  | 865  | 812  | 720  | 706  | 709  | 674  | 643  | 655  |

| 1962 | 1968 | 1975 | 1982 | 1990 | 1999 | 2005 | 2010 | 2015 |
| ---- | ---- | ---- | ---- | ---- | ---- | ---- | ---- | ---- |
| 603  | 563  | 477  | 465  | 467  | 552  | 514  | 566  | 581  |

| 2016 | - | - | - | - | - | - | - | - |
| ---- | - | - | - | - | - | - | - | - |
| 584  | - | - | - | - | - | - | - | - |

### Sports
En 2014, le FC Cendrieux, club de football de la commune, fusionne avec celui de La Douze, formant le FC Cendrieux/La Douze (FCCL). En 2020, ce club fusionne avec L'Étoile Sportive Alvéroise et la Jeunesse du Périgord Centre (qui regroupait les jeunes du FCCL, de L'Étoile Sportive Alvéroise et de Vergt), la nouvelle entité prenant le nom de FC Périgord Centre (FCPC).

### Manifestations culturelles et festivités
- Fête locale sur un week-end début septembre[20].

## Économie
Les données économiques de Cendrieux sont incluses dans celles de la commune nouvelle de Val de Louyre et Caudeau.

## Culture locale et patrimoine

### Lieux et monuments
- Église Saint-Jean-Baptiste, fortifiée, inscrite en 1925 au titre des monuments historiques[21].
- Château de la Pommerie, XVIIIe et XIXe siècles, inscrit en 2002[22], ouvert au public, musée Napoléon.
- Site du maquis de Durestal, reconstitution d'un camp qui a servi de base aux maquisards de l'été 1943 jusqu'en 1944[23], qui est l'objet de visites guidées théâtralisées en été[24].

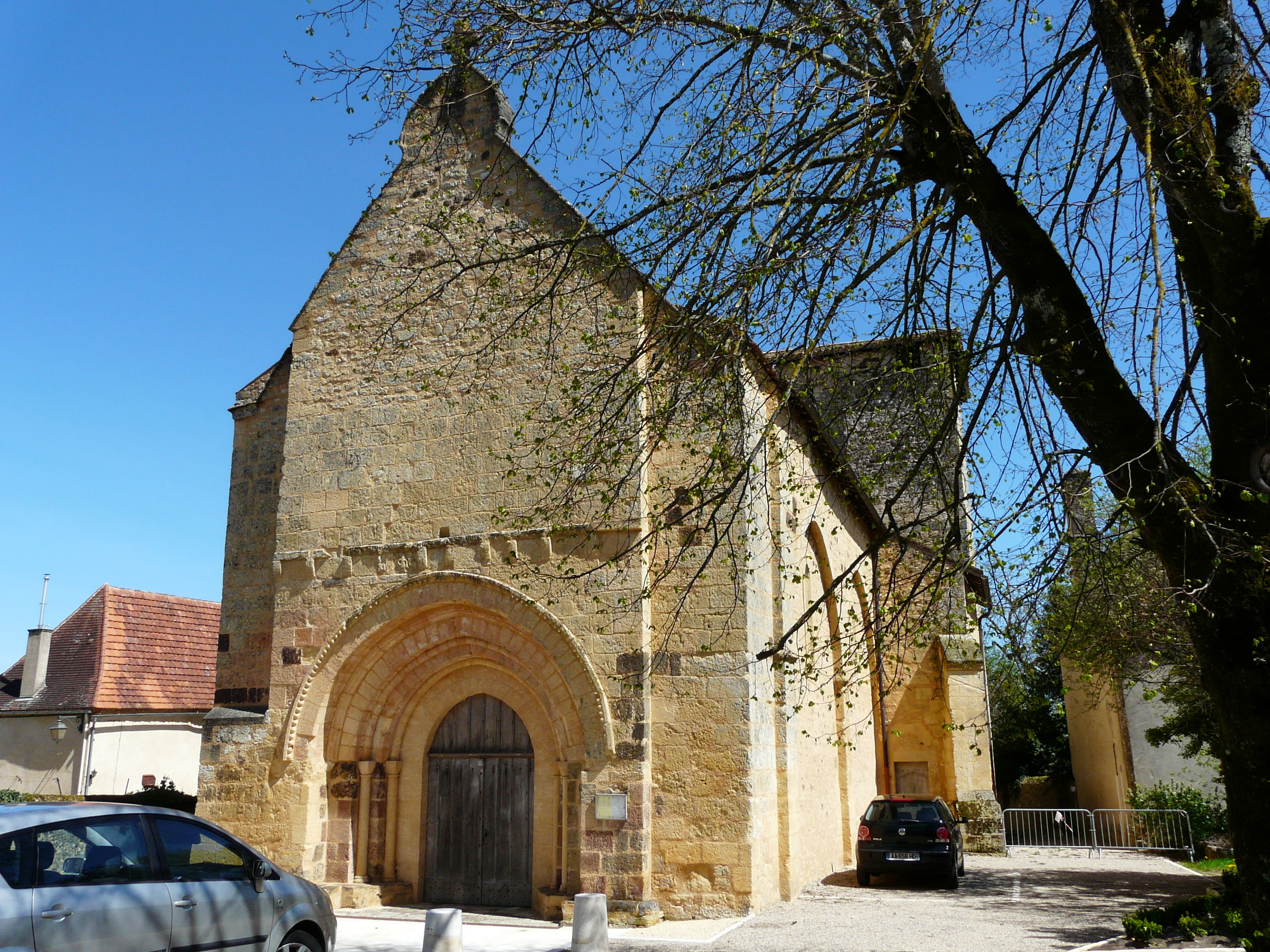
L'église Saint-Jean-Baptiste.
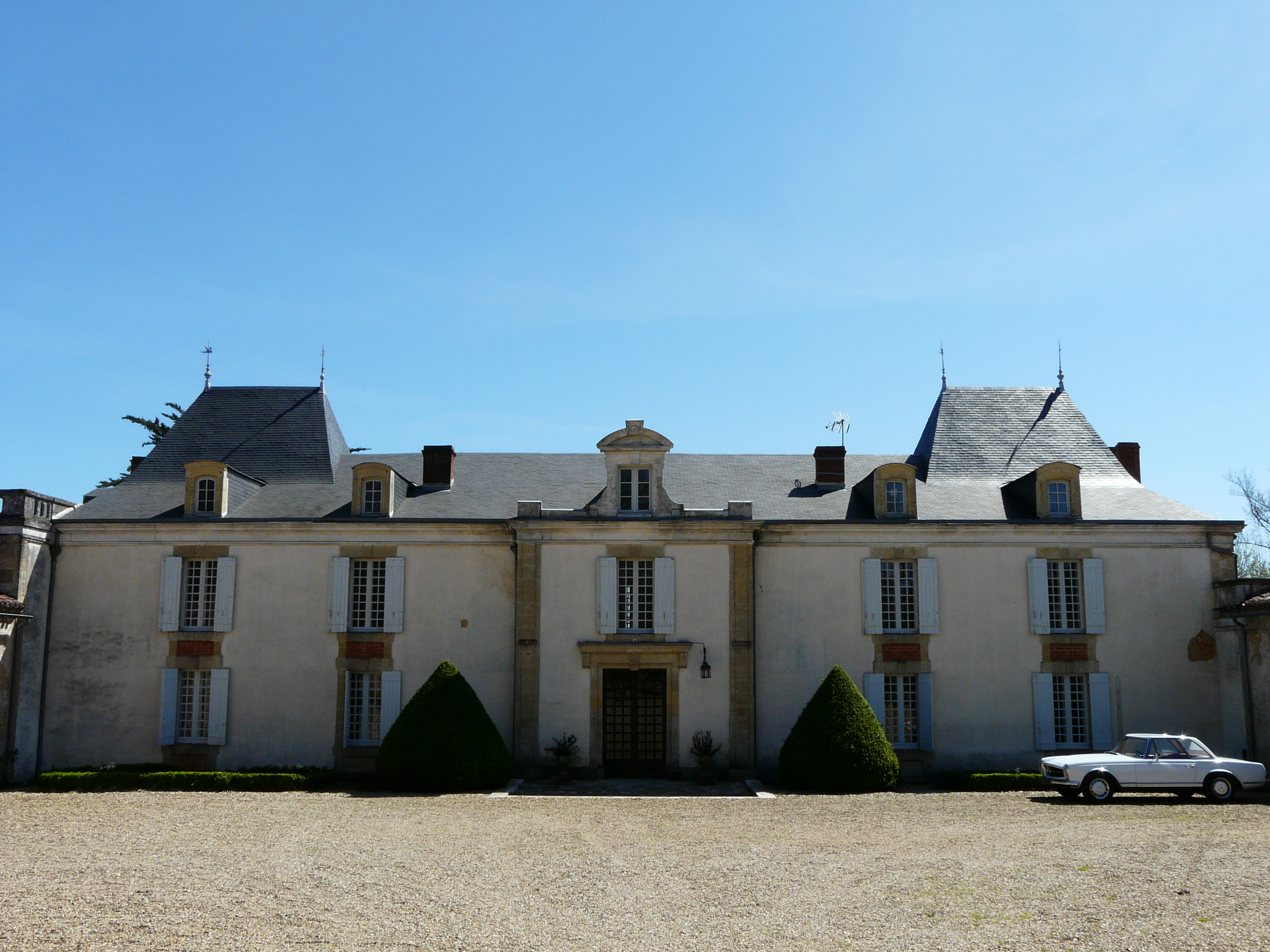
Le château de la Pommerie.
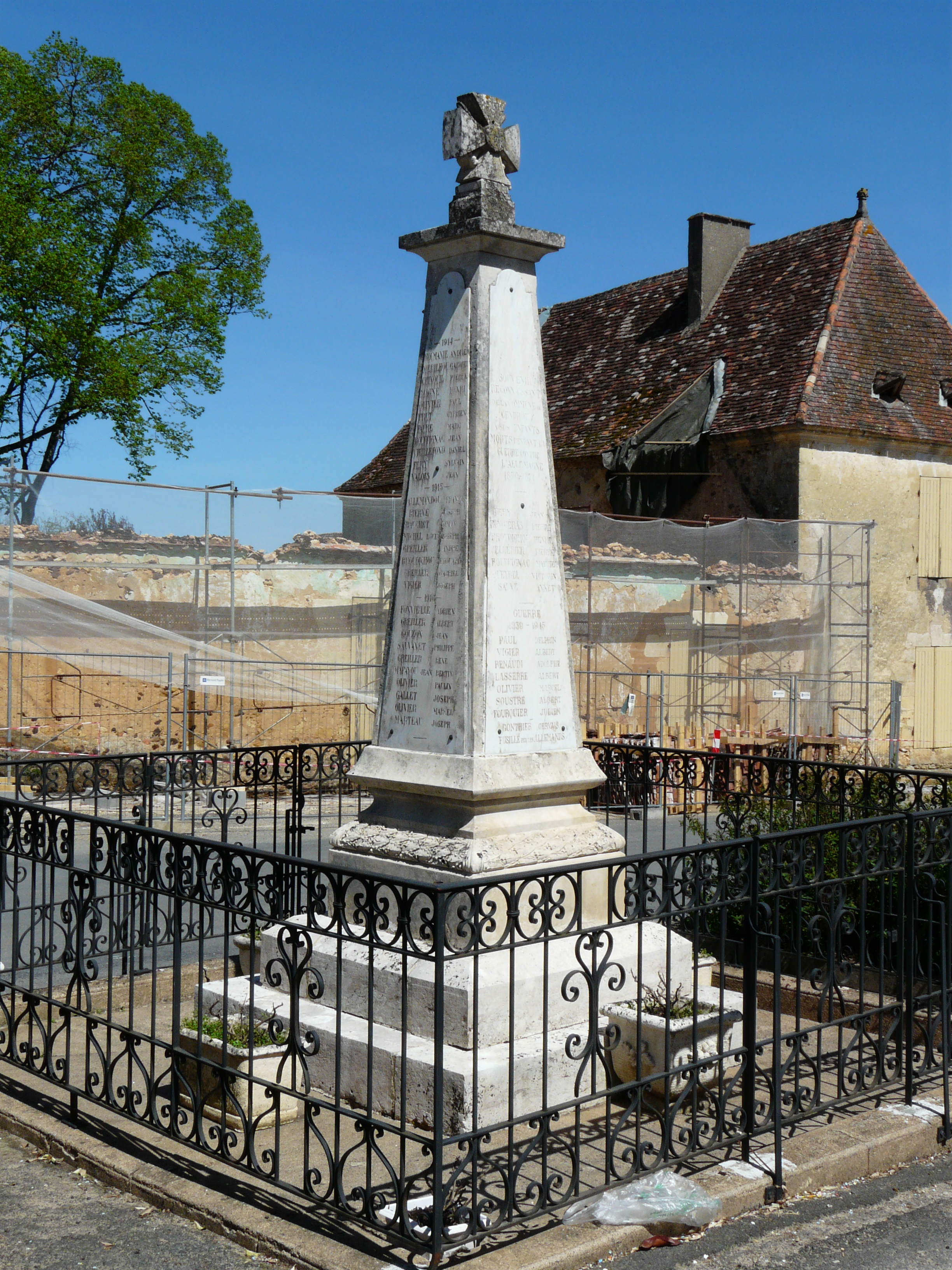
Le monument aux morts.
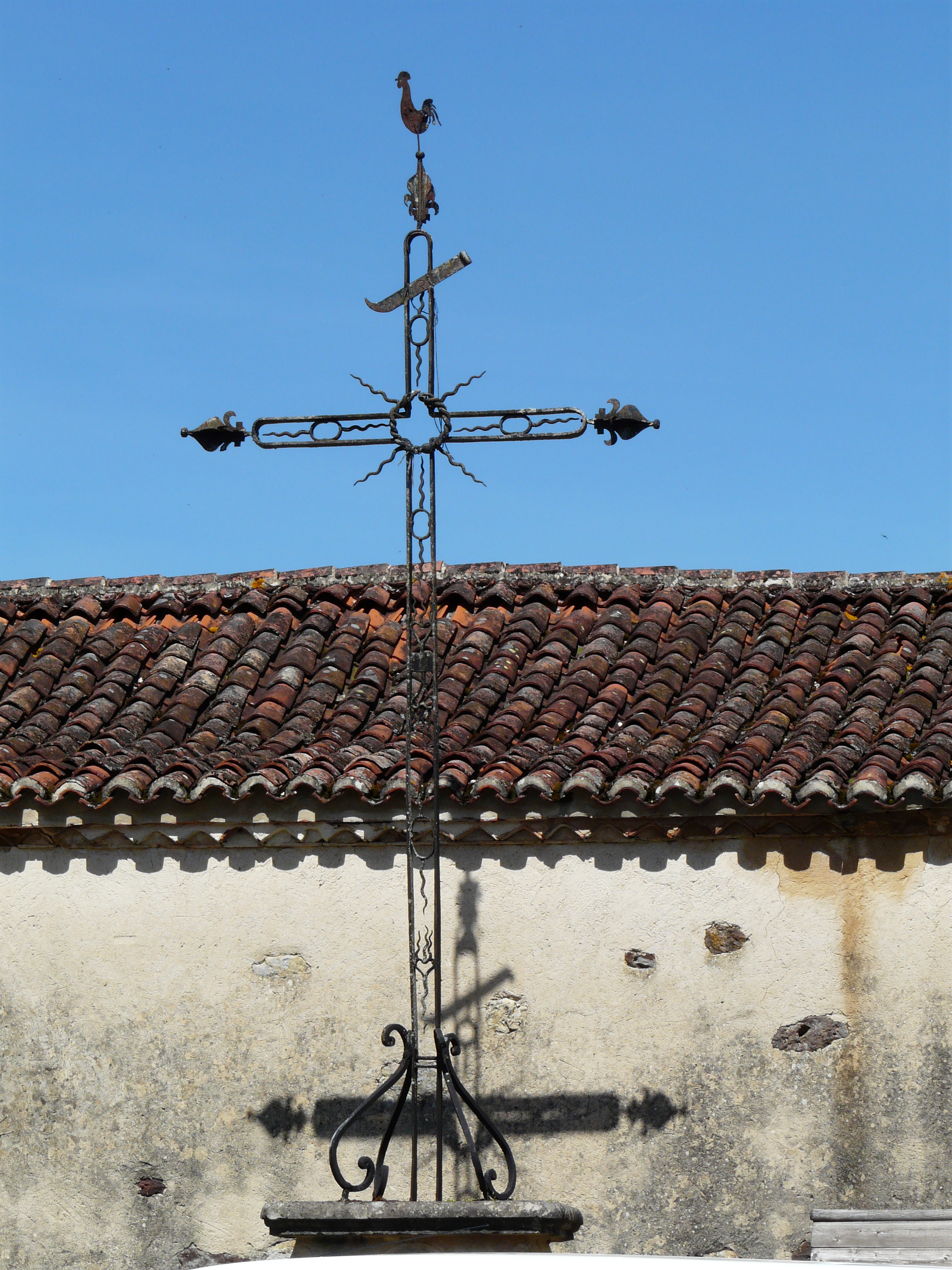
Croix de la Passion dans le bourg.

#### Musée Napoléon
Le Musée Napoléon de la Pommerie a ouvert en 1999 dans le château de la Pommerie, propriété du comte Baudoin de Witt, descendant de Jérôme Bonaparte. Parmi les souvenirs de la famille Impériale issus de collections privées, le musée présente plus de 500 objets, tableaux et sculptures dont 150 sont inscrits aux monuments historiques.

### Patrimoine naturel
Au sud-ouest, les quelque 300 mètres en amont de la source du Caudeau font partie d'une zone naturelle d'intérêt écologique, faunistique et floristique (ZNIEFF) de type I où deux espèces déterminantes ont été recensées en 2008, une libellule l'Agrion de Mercure (Coenagrion mercuriale) et une plante l'Orchis à fleurs lâches (Anacamptis laxiflora),.

### Patrimoine culturel

#### Théâtre

##### Enfants
Chaque année a lieu un théâtre de l'école auquel des centaines d'élèves de l'école ont participé. Initié, dans le passé, par un couple d'instituteurs, poursuivi et enrichi par Maïté Claret, cette activité a été reprise par Florence Duquenne et Anne Maquinay sous la forme de projets pédagogiques annuels.

##### Adultes
Le théâtre de la Cendre, créé en 1984, monte environ tous les deux ans un nouveau spectacle dont les textes sont soit tirés d'œuvres théâtrales connues du répertoire comique : Quand la Chine téléphonera de Patricia Levrey, Vacances de rêve de Francis Joffo ou Tout bascule d'Olivier Lejeune ou de textes originaux écrits par un des membres de la troupe, Alain Beaussoubre. La troupe se produit dans les communes environnantes une dizaine de fois par pièce. Elle se produit également pour des œuvres caritatives.

#### Cinéma
L'« Amicale Laïque de Cendrieux » a été porteuse d'un projet d'envergure, la réalisation d'un film : L'Affaire Louis Chantal. Le scénario est extrait d'un recueil d'archives réalisé par Mireille H-Berger native du village. L'action se passe au tout début de la Révolution de 1789. L'aventure de ce film a mobilisé près de 400 bénévoles pendant quatre ans dont une année de tournage. La production et la réalisation ont été entrepris par l'ACAV24 (Atelier de Création Audiovisuelle Dordogne) à Atur. À la fin du tournage en décembre 2008, plusieurs amis du film, acteurs, figurants, maquilleuses, costumières ou habilleuses, régisseurs... ont souhaité consolider la section film de l'Amicale Laïque et ont créé l'« Association SMAC24 » (Silence Moteur Action Coupez). Cette association a pour objectifs et projets, au travers de plusieurs ateliers, de mettre l'image (Cinéma, Vidéo, Photo, Diaporama...) au service du patrimoine rural.

### Personnalités liées à la commune
- Jean de Malet de la Bourelie, né à Cendrieux le 11 novembre 1691, mort en 1760, chevalier de l'ordre de Saint-Louis, commandant une compagnie du régiment de Beauvilliers cavalerie jusqu'en 1757.